# Scrophularia pauciflora
Scrophularia pauciflora är en flenörtsväxtart som beskrevs av George Bentham. Scrophularia pauciflora ingår i släktet flenörter, och familjen flenörtsväxter. Inga underarter finns listade i Catalogue of Life.